# O, jag vet ett land bortom havets vreda brus
O, jag vet ett land bortom havets vreda brus är en sång från 1931 med text och musik av Kaleb Johnson.

## Publicerad i
- Frälsningsarméns sångbok 1968 som nr 560 under rubriken "Evighetshoppet".
- Frälsningsarméns sångbok 1990 som nr 703 under rubriken "Framtiden och hoppet".
- Sångboken 1998 som nr 97.